# Аляска (тауншип, Миннесота)
Аля́ска (англ. Alaska) — тауншип в округе Белтрами, Миннесота, США. На 2000 год его население составило 197 человек.

## География
По данным Бюро переписи населения США площадь тауншипа составляет 91,7 км², из которых 83,5 км² занимает суша, а 8,2 км² — вода (8,90 %).

## Демография
По данным переписи населения 2000 года здесь находились 197 человек, 81 домохозяйство и 54 семьи.  Плотность населения —  2,4 чел./км².  На территории тауншипа расположено 135 построек со средней плотностью 1,6 построек на один квадратный километр. Расовый состав населения: 90,86 % белых, 2,03 % коренных американцев и 7,11 % приходится на две или более других рас.
Из 81 домохозяйства в 22,2 % воспитывались дети до 18 лет, в 55,6 % проживали супружеские пары, в 8,6 % проживали незамужние женщины и в 33,3 % домохозяйств проживали несемейные люди. 29,6 % домохозяйств состояли из одного человека, при том 14,8 % из одиноких пожилых людей старше 65 лет. Средний размер домохозяйства — 2,43, а семьи — 2,96 человека.
22,3 % населения — младше 18 лет, 8,6 % — в возрасте от 18 до 24 лет, 19,3 % — от 25 до 44, 31,5 % — от 45 до 64, и 18,3 % — старше 65 лет. Средний возраст — 44 года. На каждые 100 женщин приходилось 103,1 мужчин.  На каждые 100 женщин старше 18 приходилось 109,6 мужчин.
Средний годовой доход домохозяйства составлял 40 313 долларов, а средний годовой доход семьи —  53 750 долларов. Средний доход мужчин —  31 875  долларов, в то время как у женщин — 19 063. Доход на душу населения составил 16 990 долларов. За чертой бедности находились 3,5 % семей и 13,8 % всего населения тауншипа, из которых 13,0 % младше 18 и 20,6 % старше 65 лет.